# Jaworzyna (1128 m)
Jaworzyna (1128 m n.p.m.) – niewybitny szczyt w Beskidzie Sądeckim, znajdujący się w bocznym grzbiecie Pasma Radziejowej, odbiegającym na północ z Wielkiej Prehyby poprzez przełęcz Zwornik do bezimiennego wierzchołka o wysokości około 1140 m. Na wierzchołku tym grzbiet rozgałęzia się; na północny zachód poprzez Jaworzynę odbiega grzbiet do szczytu Zgrzypy. Wierzchołki szczytów Zgrzypy i Jaworzyna znajdują się w odległości około 400 m od siebie i obydwa są porośnięte lasem. Południowo-zachodni stok Jaworzyny opada do doliny Jaworzynki, północno-wschodni do Przysietnickiego Potoku.
Jaworzyna to w Karpatach nazwa często spotykana, nadana wielu szczytom. Pochodzi od drzewa jawor, który kiedyś często porastał stoki gór. Obecne lasy w Karpatach jednak to w większości lasy wtórne, zmienione wskutek gospodarczej działalności ludzi. Jaworzynę porasta obecnie las bukowo-świerkowy. Przez Jaworzynę biegnie granica między miejscowościami Gaboń (stok zachodni) i Przysietnica (stok wschodni), obydwie w województwie małopolskim, w powiecie nowosądeckim.

## Szlak turystyczny
Stary Sącz – Zgrzypy – Jaworzyna - Wielka Prehyba.